# Осада Манцикерта (1054)
Осада Манцикерта в 1054 году завершилась неудачей для селджукского султана Тогрул-бея.

## Ход событий
Осада характеризовалась хронистами как сложная для византийцев, поскольку накануне турки Тогрул-бея взяли и разграбили византийские города Пайперт и Перкри. Конница турок пока не обладала достаточным опытом захвата хорошо укреплённых византийских крепостей, а потому турки вынуждены были довольствоваться разграблением окружающей сельской местности. Матфей Эдесский пишет, что осада продлилась месяц и что турки, многочисленные, «как песок в пустыне, кидались на городские стены словно змеи». Осаду города отбивал византийский стратег полугрузин-полуармянин Василий Апокап. С обеих сторон в ход пошли катапульты. В византийскую пользу ситуацию помогли преломить наёмник-шпион «франкского» происхождения, а также прочие двойные агенты. С другой стороны, туркам помогали некоторые представители местной армянской знати, недовольной греко-византийской властью.
Жители Манзикерта восприняли отступление турок от стен города как психологическую победу и кинули в стан уходящего султана свиную голову c криками: «Возьми и подари эту свинью своей жене, и тогда мы отдадим тебе Манзикерт в качестве приданого». Турки начали делать подкоп, но византийцы со своей стороны сделали под них ещё один и взяли в плен несколько турок, включая тестя Торгула, которых казнили на виду у сельджукских войск.

## Последствия
Однако отступление турок не поколебало их решимости: в последующие 20 лет турецкие набеги в Анатолии планомерно уничтожали сельскохозяйственные угодья христиан и в конечном счёте завершились победой турок при Манцикерте в 1071 году.
Снятие осады с Манцикерта вселило в греков мнимую уверенность в превосходстве их сил в регионе над прочими соперниками: византийское наступление на армянские княжества продолжалось несмотря на постоянную турецкую угрозу как для греков, так и для армян. В 1064—65 гг. Византия аннексировала армянский Карс. Лишившись буфера в виде армянских княжеств — осколков Армянского царства, византийцы оказались лицом к лицу с опасным и неизвестным соперником. К 1081 году турки покорили практически всю Анатолию кроме Малой Армении да нескольких греческих крепостей, жители которых заперлись внутри городских стен.